# Nemesvid
Nemesvid is een plaats (község) en gemeente in het Hongaarse comitaat Somogy. Nemesvid telt 858 inwoners (2001).